# Mistrzostwa Świata Juniorów w Łyżwiarstwie Figurowym 2024
Mistrzostwa świata juniorów w łyżwiarstwie figurowym 2024 – zawody rangi mistrzowskiej w łyżwiarstwie figurowym w kategorii juniorów, które odbyły się od 26 lutego do 3 marca 2024 w hali Tajpej Arena w Tajpej.

## Kwalifikacje
W zawodach mogli wziąć udział zawodnicy, którzy przed dniem 1 lipca 2023 roku: ukończyli 13 lat, ale nie mieli więcej niż 19 lat (21 lat w przypadku łyżwiarzy w parach sportowych i tanecznych). Liczba dopuszczonych do startu zawodników z poszczególnych krajów jest uzależniona od miejsc, jakie reprezentanci zdobyli na ubiegłorocznych mistrzostwach. Decyzję o imiennym przydziale miejsc kraje podejmują indywidualnie. Jednakże jednym z warunków, jaki muszą spełnić wskazani zawodnicy jest osiągnięcie na 21 dni przed oficjalnymi treningami na mistrzostwach minimalnej oceny technicznej.	
| Soliści       | 25 | 44 |
| Solistki      | 25 | 40 |
| Pary sportowe | 23 | 34 |
| Pary taneczne | 24 | 38 |

Na podstawie wyników mistrzostw świata juniorów 2023, reprezentacje mają prawo zgłosić następującą liczbę zawodników/par w poszczególnych konkurencjach:
| Liczba zawodników | Soliści                                                                                         | Solistki                                                           | Pary sportowe                                                  | Pary taneczne                                       |
| ----------------- | ----------------------------------------------------------------------------------------------- | ------------------------------------------------------------------ | -------------------------------------------------------------- | --------------------------------------------------- |
| 3                 | Japonia                                                                                         | Japonia · Korea Południowa                                         | Australia · Stany Zjednoczone                                  | Kanada · Czechy · Stany Zjednoczone                 |
| 2                 | Kanada · Chiny · Estonia · Włochy · Korea Południowa · Szwecja · Szwajcaria · Stany Zjednoczone | Kanada · Chiny · Estonia · Gruzja · Szwajcaria · Stany Zjednoczone | Kanada · Chiny · Czechy · Francja · Niemcy · Japonia · Ukraina | Cypr · Francja · Wielka Brytania · Korea Południowa |
| 1                 | Pozostałe kraje                                                                                 | Pozostałe kraje                                                    | Pozostałe kraje                                                | Pozostałe kraje                                     |

## Terminarz
| Data      | Godzina | Konkurencja   | Segment          |
| --------- | ------- | ------------- | ---------------- |
| 28 lutego | 10:30   | Pary sportowe | Program krótki   |
| 28 lutego | 15:00   | Solistki      | Program krótki   |
| 29 lutego | 12:30   | Soliści       | Program krótki   |
| 29 lutego | 19:00   | Pary sportowe | Program dowolny  |
| 1 marca   | 12:00   | Pary taneczne | Taniec rytmiczny |
| 1 marca   | 17:45   | Solistki      | Program dowolny  |
| 2 marca   | 12:00   | Pary taneczne | Taniec dowolny   |
| 2 marca   | 16:15   | Soliści       | Program dowolny  |

## Medaliści

### Nota łączna
Medaliści mistrzostw po zsumowaniu punktów za oba programy/tańce w poszczególnych konkurencjach:
| Konkurencja   | Złoto                                   | Srebro                                | Brąz                            |
| Soliści       | Seo Min-kyu                             | Rio Nakata                            | Adam Hagara                     |
| Solistki      | Mao Shimada                             | Shin Ji-a                             | Rena Uezono                     |
| Pary sportowe | Anastasija Mietiołkina / Łuka Bieruława | Olivia Flores / Luke Wang             | Naomi Williams / Lachlan Lewer  |
| Pary taneczne | Leah Neset / Artiom Markiełow           | Elizabeth Tkachenko / Alexei Kiliakov | Darya Grimm / Michail Savitskiy |

### Program/taniec dowolny
Zdobywcy małych medali za drugi segment zawodów tj. program/taniec dowolny:	
| Konkurencja   | Złoto                                   | Srebro                                | Brąz                            |
| Soliści       | Rio Nakata                              | Seo Min-kyu                           | Adam Hagara                     |
| Solistki      | Mao Shimada                             | Shin Ji-a                             | Rena Uezono                     |
| Pary sportowe | Anastasija Mietiołkina / Łuka Bieruława | Olivia Flores / Luke Wang             | Irina Napolitano / Edoardo Comi |
| Pary taneczne | Leah Neset / Artiom Markiełow           | Elizabeth Tkachenko / Alexei Kiliakov | Darya Grimm / Michail Savitskiy |

### Program krótki/taniec rytmiczny
Zdobywcy małych medali za pierwszy segment zawodów tj. program krótki lub taniec rytmiczny:	
| Konkurencja   | Złoto                                   | Srebro                          | Brąz                                           |
| Soliści       | Seo Min-kyu                             | François Pitot                  | Adam Hagara                                    |
| Solistki      | Shin Ji-a                               | Mao Shimada                     | Ikura Kushida                                  |
| Pary sportowe | Anastasija Mietiołkina / Łuka Bieruława | Olivia Flores / Luke Wang       | Martina Ariano Kent / Charly Laliberte Laurent |
| Pary taneczne | Leah Neset / Artiom Markiełow           | Darya Grimm / Michail Savitskiy | Elizabeth Tkachenko / Alexei Kiliakov          |